# Gjellerup Sogn
Gjellerup Sogn er et sogn i Herning Søndre Provsti (Viborg Stift).
I 1800-tallet var Gjellerup Sogn et selvstændigt pastorat undtagen i 1821-28, hvor det havde Sunds Sogn som anneks. Begge sogne hørte til Hammerum Herred i Ringkøbing Amt. Gjellerup sognekommune blev ved kommunalreformen i 1970 indlemmet i Herning Kommune.
I Gjellerup Sogn ligger Gjellerup Kirke.
I sognet findes følgende autoriserede stednavne:
- Agerskov (bebyggelse, ejerlav)
- Birk (bebyggelse, ejerlav)
- Birk Centerpark (station)
- Bjerregård (bebyggelse)
- Bjødstrup (bebyggelse, ejerlav)
- Busk (bebyggelse, ejerlav)
- Fastrup (bebyggelse)
- Frølund (bebyggelse, ejerlav)
- Gjellerup (bebyggelse, ejerlav)
- Gjellerup-Lund (bebyggelse, ejerlav)
- Gudum Kær (areal)
- Gudumkær (bebyggelse)
- Hammerum (bebyggelse, ejerlav)
- Hammerum Bæk (vandareal)
- Hauge (bebyggelse, ejerlav)
- HI-Park (bebyggelse)
- Krogslund (bebyggelse)
- Langelund (bebyggelse, ejerlav)
- Lund Huse (bebyggelse)
- Lund Mark (bebyggelse)
- Nybo (bebyggelse)
- Nørre Fastrup (bebyggelse, ejerlav)
- Nørum (bebyggelse)
- Ringstrup (bebyggelse, ejerlav)
- Skjellund (bebyggelse)
- Skovby (bebyggelse, ejerlav)
- Sønderbjerg (bebyggelse)
- Vrå (bebyggelse, ejerlav)